# Menotti Del Picchia
Paulo Menotti Del Picchia (São Paulo, 20 de març de 1892 — 23 d'agost de 1988) va ser un poeta, periodista i pintor brasiler, membre de la primera generació del Modernisme brasiler.
Nascut al Brasil de pares provinents d'Itàlia, va estudiar Dret i va exercir l'advocacia en Itapira, on va publicar un diari polític, O grito, al mateix temps que escrivia poesia, publicant el primer llibre el 1913. Es va traslladar a São Paulo, la seua ciutat natal, on va conèixer a Mário de Andrade i a altres joves modernistes de la ciutat. Va ser membre de l'anomenat Grupo dos Cinco juntament amb els escriptors Mário i Oswald de Andrade, i les pintores Tarsila do Amaral i Anita Malfatti, i va ser un dels organitzadors de la Setmana d'Art Modern del 1922, esdeveniment que marca l'inici del Modernisme al Brasil.
El 1924 va crear, juntament amb Cassiano Ricardo i Plínio Salgado, el "Moviment Verde-Amarelo", de tendència nacionalista, i més tard va ser director del "Grupo Anta", com Cassiano Ricardo, i del "Moviment Cultural Nacionalista Bandeira", amb Cassiano Ricardo i Cândido Mota Filho.
Va col·laborar en diverses publicacions, com "Correio De São Paulo", "Jornal do Comércio" i "Diário da Noite". Va ser director de "A Noite" i "A Cigarra", entre 1920 e 1940. Va exercir també diversos càrrecs públics: va ser director del Departament de Premsa i Propaganda de l'Estat de São Paulo i diputat estatal, en dues legislatures. El 1942 va ser triat membre de l'Acadèmia Brasilera de Lletres.